# Dimorphocalyx denticulatus
Dimorphocalyx denticulatus är en törelväxtart som beskrevs av Elmer Drew Merrill. Dimorphocalyx denticulatus ingår i släktet Dimorphocalyx och familjen törelväxter. Inga underarter finns listade i Catalogue of Life.